# Liste der Fernstraßen in Togo
Diese Liste zeigt die Straßen in Togo auf. Es gibt nur einen Straßentyp, und zwar Nationalstraßen beginnend mit einem N.

## Nationalstraßen
| Name | Verlauf | Länge  |
| ---- | --- | ------ |
| N1   | Lomé (N2, N5) – Tsévié (N4, N7) – Notsé (N6, N9) – Atakpamé (N5, N8) – Anié (N29) – Nyamassila (N10) – Langabou (N27) – Sotouboua (N12) – Sokodé (N14, N17) – Bafilo (N38) – Kara (N16, N19) – Tchitchao (N21) – Pya (N18A) – Niamtougou (N18, N20) – Kandé (N21, N40) - (N22) – Sansanné-Mango (N17, N23, N41) – Galangachi (N24) – Dapaong (N28) – Nanergou (N25) – Timbou – Garo (N25) – Sinkassé – Grenze nach Burkina Faso | 690 km |
| N2   | Lomé (N1) – Aného – Grenze nach Benin | 50 km  |
| N4   | Aného (N2, N36) – Anfoin (N34) – Amegnran (N36) – Tabligno (N37) – Tchékpo Dédékpoé (N35) – Tsévié (N1) | 90 km  |
| N5   | Lomé (N1) – Kévé (N7, N42) – Assahoun (N32) – Gadjagan (N9) – Agou Gadzépé (N33) – Kpalimé (N11, N13) – Adéta (N30) – Amlamé – Témédja (N15) – Atakpamé (N1, N8) | 225 km |
| N6   | Notsé (N1, N9) – Tohoun (N8) – Grenze nach Benin | 60 km  |
| N7   | Kévé (N5, N42) – Tsévié (N1) | 60 km  |
| N14  | Sokodé (N1, N17) – Tchamba (N14) | 40 km  |
| N15  | Témédja (N5) – Badou (N15A, N15B) | 60 km  |
| N15a | Badou (N15, N15B) – Kessibo Wawa – Grenze nach Ghana | 15 km  |
| N16  | Kara (N1, N19) – Kétao (N20) – Grenze nach Benin | 30 km  |
| N17  | Sokodé (N1, N14) – Bassar (N38, N39) – Kabou (N19) – Guérin-Kouka – Sansanné-Mango (N1) | 215 km |
| N18  | Niamtougou (N1, N20) – Kéméa (N18A, N18B) – Tchikawa (N20) | 25 km  |
| N18a | Pya (N1) – Kéméa (N18) | 12 km  |
| N18b | Kéméa (N18) – Djorergou (N20) | 12 km  |
| N19  | Kara (N1, N16) – Kabou (N17) – Bangeli – Natchamba (N39) – Grenze nach Ghana | 85 km  |
| N20  | Niamtougou (N1, N18) – Djorergou (N18B) – Pagouda – Tchikawa (N18) – Kétao (N16) | 45 km  |
| N21  | Tchitchao (N1) – Sara-Kawa – Kadjala – Kandé (N1, N40) | 62 km  |
| N22  | Sansanné-Mango – Mogou – Gando Namoni | 45 km  |
| N23  | Sansanné-Mango (N1) – Nandoti – Grenze nach Ghana | 10 km  |
| N24  | Galangachi (N1) – Naki-Est – Borgou (N41) – Mandouri | 60 km  |
| N25  | Nanergou (N1) – Biankouri – Garo (N1) | 70 km  |
| N27  | Langabou (N1) – Diguina Konta – Yégué – Grenze nach Ghana | 55 km  |
| N28  | Dapaong (N1) – Ponio – Grenze nach Burkina Faso | 30 km  |
| N30  | Adéta (N5) – Ndigbé (N31) – Danyi-Apéyémé – Dzogbégan (N30A) – Sassanou | 130 km |
| N30a | Dzogbégan (N30) – Dayes Élavagnon | 12 km  |
| N32  | Assahoun (N5) – Batoumé – Grenze nach Ghana | 10 km  |
| N34  | Lomé – Kpogamé – Akoumapé (N35) – Vogan – Anfoin (N4) | 66 km  |
| N35  | Akoupamé (N34) – Tchékpo Dédékpoé (N4) | 20 km  |
| N36  | Aného (N4) – Aklakou – Afanyagan – Amegran (N4) | 100 km |
| N37  | Tabligbo (N4) – Gboto | 10 km  |
| N38  | Bassar (N17) – Bafilo (N1) | 60 km  |
| N39  | Bassar (N17) – Natchamba (N19) | 35 km  |
| N42  | Kévé (N5, N7) – Zolo | 10 km  |